# José Quiles
José Quiles Brotons (Elda, 19 de octubre de 1997) es un deportista español que compite en boxeo.
En los Juegos Europeos de Cracovia 2023 consiguió una medalla de plata en la categoría de 57 kg. Ganó dos medallas en el Campeonato Europeo de Boxeo Aficionado, plata en 2022 y bronce en 2017.
Participó en dos Juegos Olímpicos de Verano, ocupando el decimoséptimo lugar en Tokio 2020 y el quinto en París 2024, en la categoría de 57 kg.

## Palmarés internacional
| Juegos Europeos    | Juegos Europeos     | Juegos Europeos   | Juegos Europeos |
| Año                | Lugar               | Medalla           | Categoría       |
| ------------------ | ------------------- | ----------------- | --------------- |
| 2023               | Nowy Targ (Polonia) | Medalla de plata  | 57 kg           |
| Campeonato Europeo |                     |                   |                 |
| Año                | Lugar               | Medalla           | Categoría       |
| 2017               | Járkov (Ucrania)    | Medalla de bronce | 56 kg           |
| 2022               | Ereván (Armenia)    | Medalla de plata  | 60 kg           |